# Монеты, выпущенные в 2011 году
В данном списке представлен перечень монет, выпущенных в 2011 году.

## Январь
5 января в США выпущена монета 1 доллар из серии «Коренные американцы» — «Договор с племенными нациями» (Treaties with Tribal Nations).
| |  | «Договор с племенными нациями» |
| Аверс: На аверсе изображена держащая ребёнка Сакага́вея (Сакаджа́вея), женщина из племени шошонов, помогавшая экспедиции Льюиса и Кларка.. Реверс: Трубка мира. Гурт: гладкий. Отчеканена: Монетный двор США. Дизайн: Ричард Мастерс Номинал: 1 доллар. Материал: Слав 88,5 % меди, 6 % цинка, 3,5 % марганца и никеля 2 %. Масса: 8,1 г. Диаметр: 26,5 мм. Тираж: шт. |  |                                |

10 января Национальный банк Словакии выпустил монету 2 евро, посвящённую 20-летию формирования Вишеградской группы.
| | €2 — Словакия 2011 | 20 лет формирования Вишеградской группы |
| Аверс: изображена карта четырёх стран, входящих в Вишеградскую группу. Карта дополнена стилизованным обозначением организации: римская цифра «IV» внутри литеры «V». Под картой — год выпуска монеты «2011» (слева) и название страны «SLOVENSKO» (справа). По окружности — название организации на словацком и английском языках: «VYŠEHRADSKÁ SKUPINA • VISEGRAD GROUP». Внизу — дата основания Вишеградской группы — «15.2.1991». Под названием страны выгравированы инициалы дизайнера монеты Мирослава Ронаи (буквы MR) и знак Монетного двора Словакии. Реверс: изображение карты Европы. Гурт: гладкий. Отчеканена: Монетный двор Словакии (Кремница). Дизайн: Мирослав Ронайс Номинал: 2 евро. Материал: Биметалл (наружное кольцо — Cu-Ni; внутренняя часть трехслойная — Cu-Zn-Ni;Ni;Cu-Zn-Ni). Масса: 8,5 г. Диаметр: 25,75 мм. Тираж: 981 тыс. (UNC), 12 тыс. (BU, в наборе), 7 тыс. (BU, Coincard). | €2 — Словакия 2011 |                                         |

24 января в США выпущена монету из серии «Национальные парки США» — "Национальный парк Геттисберг.
| |  | Национальный парк Геттисберг |
| Аверс: Портрет Джорджа Вашингтона. Реверс: Национальный парк Геттисберг. Гурт: гладкий. Отчеканена: Монетный двор США. Дизайн: Номинал: 25 центов. Материал: Масса: 5.67 г. Диаметр: 24.3 мм. Тираж: 61.200.000 шт. |  |                              |

24 января Нидерландский банк выпустил монету 2 евро, посвящённую 500-летию издания книги «Похвала глупости» Эразма Роттердамского.
| |  | 500 лет издания книги «Похвала глупости» Эразма Роттердамского |
| Аверс: изображает Эразма, пишущего свою книгу, слева — портрет Королевы Беатрикс. Между этими изображениями расположена вертикальная надпись «Beatrix Koningin der Nederlanden» («Беатрикс — Королева Нидерландов») в две строки. Также, на монете выгравированы год выпуска «2011», знак Директора монетного двора в Утрехте Maarten Brouwer (парусник) и знак самого монетного двора в Утрехте (посох Меркурия). Реверс: изображение карты Европы. Гурт: гладкий. Отчеканена: Королевский монетный двор Нидерландов (Утрехт). Дизайн: Дилан Шилдс(Dylan Shields) Номинал: 2 евро. Материал: Биметалл (наружное кольцо — Cu-Ni; внутренняя часть трехслойная — Cu-Zn-Ni;Ni;Cu-Zn-Ni). Масса: 8,5 г. Диаметр: 25,75 мм. Тираж: 3.973.000 (UNC), 20.000 (BU), 7.000 (Proof). |  |                                                                |

24 января 2011 года Банк Эстонии представил первые эстонские коллекционные евромонеты: серебряную монету с алмазной вставкой номиналом в 10 евро и биметаллическую монету из серебра и золота номиналом 20 евро
.
| | Будущее Эстонии |
| Аверс: герб и название государства, год выпуска. Реверс: Калевипоэг и Ванапаган, танцующие национальный танец Каэраяан; номинал. Гурт: гладкий с надписью Ag999,9. Отчеканена: на монетном дворе Финляндии. Дизайн:Симсон фон Сикил Номинал: 10 евро. Материал: серебро-999. Качество: proof. Масса: 28,28 г. Диаметр: 38,61 мм. Тираж: до 30 000 шт. |                 |

| | Вхождение Эстонии в еврозону |
| Аверс: название и герб государства на фоне стилизации под древесину, национальный орнамент, год выпуска. Реверс: изображение часового механизма, номинал, но краю — 8 винтов. Гурт: гладкий с надписью «Ag999.9 Au999.9». Отчеканена: на монетном дворе Финляндии. Дизайн:Приит Пэрн Номинал: 20 евро. Материал: серебро-999 и золото-999. Качество: proof. Масса: 14,6 г. Диаметр: 27,25 мм. Тираж: до 10 000 шт. |                              |

26 января Австрийский монетный двор выпустил золотую монету номиналом 50 евро к 200-летию музея Universalmuseum Joanneum в Граце.
| |  | 200-летие музея Universalmuseum Joanneum в Граце |
| Аверс: Главный вход в Universalmuseum Joanneum, на заднем плане — расположен выставочный центр Кунстхаус, который был создан в 2003 году. В верхней части монеты номинал «50 Euro». Надпись в нижней части монеты: нем. Republik Österreich (рус. Республика Австрия). Реверс:Помещение, в котором стоят латы средневековых рыцарей. На переднем плане — роскошная броня Michael Witz из Инсбрука 1550 года. В Граце расположен самый большой арсенал средневекового оружия в мире. К монете адаптирована надпись: нем. Landeszeughaus Graz (рус. Загородный музей в Граце). Гурт: гладкий. Отчеканена: Монетный двор Австрии. Дизайн: Гельмут Андекслингер и Герберт Вайнер Номинал: 50 евро. Материал: Au 986. Масса: 10 г. Диаметр: 22 мм. Тираж:50 000. |  |                                                  |

28 января Немецкий федеральный банк выпустил шестую монету 2 евро из серии «Федеральные земли Германии» —Кёльнский собор.
| |  | Шестая монета серии «Федеральные земли Германии» — Кёльнский собор. |
| Аверс: Кёльнский собор с южной стороны. Под собором расположено название федеральной земли — «NORDRHEIN-WESTFALEN» в две строки. Справа выгравированы инициалы художника Heinz Hoyer (буквы HH). Чуть выше — знак монетного двора — «A», «D», «F», «G» или «J», в зависимости от монетного двора.. Гурт: гладкий. Отчеканена: Монетный двор Германии. Дизайн: Хайнц Хойер Номинал: 2 евро. Материал: Биметалл (наружное кольцо — Cu-Ni; внутренняя часть трехслойная — Cu-Zn-Ni;Ni;Cu-Zn-Ni). Масса: 8,5 г. Диаметр: 25,75 мм. Тираж: 30 млн. (UNC), 770.000 (BU), 250.000 (Proof). |  |                                                                     |

## Февраль
1 февраля Банк России выпустил золотую монету номиналом 1000 рублей, посвящённую 150-летию начала эпохи Великих реформ
| |  | Манифест об отмене крепостного права 19 февраля 1861 г. |
| Аверс: эмблема Банка России. Реверс: Крестьянин на поле с сохой. Гусиное перо и бумага с подписью Александра II. Гурт: гладкий. Отчеканена: Московский монетный двор (ММД). Дизайн: С. А. Козлов Номинал: 1000 рублей. Материал: Золото. Масса: 156,40 г: . Диаметр: 50,00 мм: . Тираж: 250. |  |                                                         |

3 февраля Немецкий федеральный банк выпустил монету 10 евро, посвящённую 200-летию со дня рождения Ференца Листа
| |  | 200 лет со дня рождения Ференца Листа |
| Аверс: Герб Германии и 12 звезд Евросоюза. Круговая легенда — «Bundesrepublik Deutschland» (Федеративная Республика Германия), год чеканки монеты, а также знак монетного двора.. Реверс:Изображение Ференца Листа. Гурт: гладкий. Отчеканена: Монетный двор Германии. Дизайн:Michael Otto, Berlin Номинал: €10. Материал: 925 Серебро. Масса: 18 г: . Диаметр: 32.5 мм (1.28 in): . Тираж: 2.187.000 и 178.000. |  |                                       |

23 февраля в США выпущена монету 1 доллар, посвящённая 17 президенту Эндрю Джонсону.
| |  | 17 президент Эндрю Джонсон |
| Аверс:Изображение президента Эндрю Джонсона Реверс: Статуя Свободы Гурт: гладкий. Отчеканена: Монетный двор США. Дизайн: Don Everhart Номинал: 1 доллар. Материал: Слав 88,5 % меди, 6 % цинка, 3,5 % марганца и никеля 2 %. Масса: 8,1 г. Диаметр: 26,5 мм. Тираж: 72,66 млн шт. |  |                            |

23 февраля Австрийский монетный двор выпустил серебряную монету номиналом 20 евро, посвящённую Николаусу Жакену, в рамках единой европейской серии «Европейские исследователи».
| |  | Николаус Жакен |
| Аверс: Николаус Жакен стоит рядом с одним из своих многочисленных открытий в ботанике — растением «Ирис пёстрый» (Iris variegata). Надпись на монете: нем. Republik Österreich (рус. Республика Австрия) и номинал «20 Euro». Под портретом надпись Nikolas, Joseph von Jacquin(Николаус Жакен). Реверс: Николаус Жакен в научной поездке по странам Карибского бассейна. Во время этой поездки Николаус систематизировал свои открытия в ботанике. В верхней части монеты стоит надпись: нем. Karibik-Expedition 1754—1759 (рус. Карибская экспедиция 1754-1759).. Гурт: гладкий. Отчеканена: Монетный двор Австрии. Дизайн: Гельмут Андекслингер и Герберт Вайнер Номинал: 20 евро. Материал: Ag 900. Масса: 20 г. Диаметр: 34 мм. Тираж:50 000. |  |                |

## Март
1 марта Банк России выпустил серебряную монету номиналом 3 рубля, посвящённую памятнику архитектуры России — Сергиево-Казанский собор, г. Курск
| |  | Памятники архитектуры России: Сергиево-Казанский собор, г. Курск |
| Аверс: эмблема Банка России. Реверс: Изображение Сергиево-Казанского собора . Гурт: гладкий. Отчеканена: Санкт-Петербургский монетный двор СПМД). Дизайн: Л. А. Евдокимова Номинал: 3 рубля. Материал: Серебро. Масса: 33,94 г: . Диаметр: 39,00 мм: . Тираж: 7 500. |  |                                                                  |

1 марта Банк России выпустил 2 монеты номиналом 10 рублей из серии Древние города России: Елец, Липецкая область и Соликамск, Пермский край
| |  | Древние города России: Елец, Липецкая область |
| Аверс: эмблема Банка России. Реверс: Панорама города, вверху справа — герб города Ельца, по окружности на кольце — надписи: вверху: «ДРЕВНИЕ ГОРОДА РОССИИ», внизу: «ЕЛЕЦ» . Гурт: гладкий. Отчеканена: Санкт-Петербургский монетный двор СПМД). Дизайн: С. В. Сутягин Номинал: 10 рублей. Материал: Сплав: кольцо из латуни/диск из мельхиора. Масса: 33,94 г: . Диаметр: 27,0 мм: . Тираж: 5 000 000. |  |                                               |

| |  | Древние города России: Соликамск, Пермский край |
| Аверс: эмблема Банка России. Реверс: Панорама города, вверху справа — герб города Соликамска, по окружности на кольце — надписи: вверху: «ДРЕВНИЕ ГОРОДА РОССИИ», внизу: «Соликамск» . Гурт: гладкий. Отчеканена: Санкт-Петербургский монетный двор (СПМД). Дизайн: С. В. Сутягин Номинал: 10 рублей. Материал: Сплав: кольцо из латуни/диск из мельхиора. Масса: 33,94 г: . Диаметр: 27,0 мм: . Тираж: 5 000 000. |  |                                                 |

16 марта Национальный банк Австрии выпустил серебряную монету номиналом 25 евро «Роботизация».
| |  | Роботизация |
| Аверс: Рисунок Леонардо да Винчи, Витрувианский человек в образе робота. Слева от робота находится двоичный код, а справа три шестерёнки, эта композиция является символом сотрудничества двух отраслей: механики и электроники, которые используются в робототехнике. В верхней части серебряного кольца стоит надпись: нем. Republik Österreich (рус. Республика Австрия) и год выпуска «2011». В нижней части надпись — «ROBOTIK». Во внутреннем круге из ниобия стоит номинал «25 Euro». Реверс: Поверхность Марса и звёздное небо. На переднем плане изображён робот, который исследует планету методом глубокого бурения. Справа изображена сетка координат. В нижней части монеты расположена надпись: нем. Mars-Roboter (рус. Марсианский робот). Гурт: гладкий. Отчеканена: Монетный двор Австрии. Дизайн: Гельмут Андекслингер и Герберт Вайнер Номинал: 25 евро. Материал: Ag 900 и Nb 998. Масса: 16,5 г. Диаметр: 34 мм. Тираж:65 000. |  |             |

22 марта Банк России выпустил две монеты, посвящённые 200-летию Внутренних войск МВД России

| |  | 200-летие Внутренних войск МВД России |
| Аверс: эмблема Банка России. Реверс: Пять военнослужащих c автоматами в руках. Гурт: гладкий. Отчеканена: Санкт-Петербургский монетный двор СПМД). Дизайн: А. А. Брынза Номинал: 3 рубля. Материал: серебро 925/1000. Масса: 33,94 г: . Диаметр: 39,00 мм: . Тираж: 3 000. |  |                                       |

| |  | 200-летие Внутренних войск МВД России |
| Аверс: эмблема Банка России. Реверс: Грифон с мечом и щитом Гурт: гладкий. Отчеканена: Санкт-Петербургский монетный двор СПМД). Дизайн: А. А. Брынза Номинал: 50 рублей. Материал: золото 999/1000. Масса: 7,89 г: . Диаметр: 22,60 мм: . Тираж: 750. |  |                                       |

## Апрель
1 апреля Банк России выпустил 2 монеты, посвящённые 50-летию первого полёта человека в космос
| |  | 50 лет первого полёта человека в космос |
| Аверс: эмблема Банка России. Реверс: Портрет космонавта Ю. А. Гагарина. Гурт: гладкий. Отчеканена: Санкт-Петербургский монетный двор СПМД). Дизайн: С. А. Козлов Номинал: 3 рубля. Материал: Серебро. Масса: 33,94 г: . Диаметр: 39,00 мм: . Тираж: 7 500. |  |                                         |

| |  | 50 лет первого полёта человека в космос |
| Аверс: эмблема Банка России. Реверс: Портрет космонавта Ю. А. Гагарина. Гурт: гладкий. Отчеканена: Московский монетный двор (ММД). Дизайн: С. А. Козлов Номинал: 1000 рублей. Материал: золото 999/1000. Масса: 156,40 г: . Диаметр: 50,00 мм: . Тираж: 500. |  |                                         |

1 апреля Банк России выпустил 4 монеты, посвящённые 350-летию добровольного вхождения Бурятии в состав Российского государства
| |  | 350-летие добровольного вхождения Бурятии в состав Российского государства |
| Аверс: эмблема Банка России. Реверс: Изображение женщины в национальном костюме. Гурт: гладкий. Отчеканена: Московский монетный двор (ММД). Дизайн: Ф. С. Андронов Номинал: 3 рубля. Материал: Серебро. Масса: 33,94 г: . Диаметр: 39,00 мм: . Тираж: 7 500. |  |                                                                            |

| |  | 350-летие добровольного вхождения Бурятии в состав Российского государства |
| Аверс: эмблема Банка России. Реверс: Изображение сценок народного праздника на фоне храма и гор. Гурт: гладкий. Отчеканена: Московский монетный двор (ММД). Дизайн: Ф. С. Андронов Номинал: 100 рублей. Материал: серебро 925/1000. Масса: 1083,74 г: . Диаметр: 100,0 мм: . Тираж: 300. |  |                                                                            |

| |  | 350-летие добровольного вхождения Бурятии в состав Российского государства |
| Аверс: эмблема Банка России. Реверс: Изображение герба Республики Бурятия Гурт: гладкий. Отчеканена: Московский монетный двор (ММД). Дизайн: Ф. С. Андронов Номинал: 50 рублей. Материал: золото 999/1000. Масса: 7,89 г: . Диаметр: 22,60 мм: . Тираж: 1 000. |  |                                                                            |

| |  | Российская Федерация: Республика Бурятия |
| Аверс: эмблема Банка России. Реверс: Герб Республики Бурятия на кольце — надписи: вверху: «РОССИЙСКАЯ ФЕДЕРАЦИЯ», внизу: «РЕСПУБЛИКА БУРЯТИЯ» . Гурт: гладкий. Отчеканена: Санкт-Петербургский монетный двор СПМД). Дизайн: А. Д. Щаблыкин Номинал: 10 рублей. Материал: Сплав: кольцо из латуни/диск из мельхиора. Масса: 33,94 г: . Диаметр: 27,0 мм: . Тираж: 9 300 000. |  |                                          |

6 апреля Центральный банк Мальты в продолжение серии «Европейские исследователи» выпустил две новые коллекционные монеты достоинством 10 и 50 евро, отчеканенные из серебра 925 пробы и золота 916 пробы соответственно. Тема новых монет — «Финикийцы на Мальте». Они имеют единый дизайн.
13 апреля Национальный банк Австрии выпустил серебряную монету номиналом 20 евро «Карнунт» — третью монету из серии «Рим на Дунае».
| |  | Карнунт |
| Аверс: Портрет римского императора Септимия Севера, стоит надпись под портретом: «Septimius Severus». Справа от императора расположены Языческие ворота в Карнунте, которые сохранились до сегодняшнего дня и представляют собой Триумфальную арку. Внизу надпись «Carnvntvm 2011». Также стоят надписи по окружности: «20 Euro», нем. Republik Österreich (рус. Республика Австрия) и Septimius Severus(Септимий Север). Реверс: Вилла Урбана (вилла является жилищем состоятельного римского торговца). Перед виллой стоит римский легионер с копьём. Справа находятся двое древних римлян в тогах. Надпись в нижней части монеты — «Carnuntum». Гурт: гладкий. Отчеканена: Монетный двор Австрии. Дизайн: Гельмут Андекслингер и Герберт Вайнер Номинал: 20 евро. Материал: Ag 900. Масса: 20 г. Диаметр: 34 мм. Тираж:50 000. |  |         |

15 апреля Банк России выпустил 6 монет, посвящённых XXII Зимним Олимпийским играм 2014 года в Сочи
| |  | XXII Зимние Олимпийские игры 2014 в Сочи |
| Аверс: эмблема Банка России. Реверс: Изображение биатлониста. Гурт: гладкий. Отчеканена: Санкт-Петербургский монетный двор (СПМД). Дизайн: Е. В. Крамская (аверс), А. А. Брынза (реверс). Номинал: 3 рубля. Материал: Серебро. Масса: 33,94 г: . Диаметр: 39,00 мм: . Тираж: 35 000. |  |                                          |

| |  | XXII Зимние Олимпийские игры 2014 в Сочи |
| Аверс: эмблема Банка России. Реверс: Изображение лыжника. Гурт: гладкий. Отчеканена: Санкт-Петербургский монетный двор (СПМД). Дизайн: Е. В. Крамская (аверс), А. А. Брынза (реверс). Номинал: 3 рубля. Материал: Серебро. Масса: 33,94 г: . Диаметр: 39,00 мм: . Тираж: 35 000. |  |                                          |

| |  | XXII Зимние Олимпийские игры 2014 в Сочи |
| Аверс: эмблема Банка России. Реверс: Изображение фигуристки. Гурт: гладкий. Отчеканена: Санкт-Петербургский монетный двор (СПМД). Дизайн: Е. В. Крамская (аверс), А. А. Брынза (реверс). Номинал: 3 рубля. Материал: Серебро. Масса: 33,94 г: . Диаметр: 39,00 мм: . Тираж: 35 000. |  |                                          |

| |  | XXII Зимние Олимпийские игры 2014 в Сочи |
| Аверс: эмблема Банка России. Реверс: Изображение хоккеиста. Гурт: гладкий. Отчеканена: Санкт-Петербургский монетный двор (СПМД). Дизайн: Е. В. Крамская (аверс), А. А. Брынза (реверс). Номинал: 3 рубля. Материал: Серебро. Масса: 33,94 г: . Диаметр: 39,00 мм: . Тираж: 35 000. |  |                                          |

| |  | XXII Зимние Олимпийские игры 2014 в Сочи |
| Аверс: эмблема Банка России. Реверс: Изображение богини Флоры. Гурт: гладкий. Отчеканена: Санкт-Петербургский монетный двор (СПМД). Дизайн: Е. В. Крамская (аверс), А. В. Бакланов, народный художник России, Е. В. Крамская, Л. А. Евдокимова (реверс). Номинал: 1 000 рублей. Материал: Золото. Масса: 156,40 г: . Диаметр: 50,0 мм: . Тираж: 600. |  |                                          |

| |  | XXII Зимние Олимпийские игры 2014 в Сочи |
| Аверс: эмблема Банка России. Реверс: Эмблема Игр. Гурт: гладкий. Отчеканена: Санкт-Петербургский монетный двор (СПМД). Дизайн: Е. В. Крамская (аверс), А. Д. Щаблыкин (реверс). Номинал: 25 рублей. Материал: Медно-никелевый сплав. Масса: 10,00 г: . Диаметр: 27,0 мм: . Тираж: 9 750 000. |  |                                          |

## Май
1 мая Банк России выпустил 2 монеты, посвящённые истории русской авиации и монету, посвящённую Казанскому Богородицкому монастырю
| |  | История русской авиации Ту-144 |
| Аверс: эмблема Банка России. Реверс: Изображение летящего самолёта. Гурт: гладкий. Отчеканена: Санкт-Петербургский монетный двор СПМД). Дизайн: А. А. Брынза Номинал: 1 рубль. Материал: Серебро. Масса: 8,53 г:. Диаметр: 25,00 мм: . Тираж: 5 000. |  |                                |

| |  | История русской авиации У-2 |
| Аверс: эмблема Банка России. Реверс: Изображение летящего самолёта. Гурт: гладкий. Отчеканена: Санкт-Петербургский монетный двор СПМД). Дизайн: А. А. Брынза Номинал: 1 рубль. Материал: Серебро. Масса: 8,53 г:. Диаметр: 25,00 мм: . Тираж: 5 000. |  |                             |

| |  | Памятники архитектуры России: Казанский Богородицкий монастырь |
| Аверс: эмблема Банка России. Реверс: Изображение монастыря. Гурт: гладкий. Отчеканена: Санкт-Петербургский монетный двор СПМД). Дизайн: А. В. Бакланов, народный художник России, Л. А. Евдокимова. Номинал: 25 рубль. Материал: Серебро. Масса: 169,00 г:. Диаметр: 60,00 мм: . Тираж: 2 000. |  |                                                                |

4 мая Национальный банк Австрии выпустил серебряную монету номиналом 10 евро «Линдворм в Клагенфурте», которая посвящена сказочному дракону Линдворму. Линдворм с 1583 года стоит на Новой площади (нем. «Neuer Platz») Клагенфурта..
| |  | Линдворм в Клагенфурте |
| Аверс: Статуя дракона Линдворма и фонтана, посвящённого ему. Надпись в верхней части монеты надпись: нем. Republik Österreich (рус. Республика Австрия). Внизу стоит номинал монеты «10 Euro». В верхней части монеты выгравирована надпись: нем. Lindwurm brunnen (рус. Фонтан Дракона). Реверс: Каменный замок, назначение которого — защищать Клагенфурт от дракона. На переднем плане Линдворм, которого захватили цепью два человека. Надпись в нижней части монеты гласит: нем. Der Lindwurm in Klagenfurt (рус. Линдвурм в Клагенфурте). Гурт: гладкий. Отчеканена: Монетный двор Австрии. Дизайн: Гельмут Андекслингер и Томас Песендорфер Номинал: 20 евро. Материал: Ag 925. Масса: 17,3 г. Диаметр: 32 мм. Тираж: 30 000. |  |                        |

19 мая в США выпущена монета 1 доллар, посвящённая 18 президенту Улиссу Гранту.
| |  | 18 президент Улисс Грант |
| Аверс:Изображение президента Улисс Гранта Реверс: Статуя Свободы Гурт: гладкий. Отчеканена: Монетный двор США. Дизайн: Джон Эверхарт Номинал: 1 доллар. Материал: Слав 88,5 % меди, 6 % цинка, 3,5 % марганца и никеля 2 %. Масса: 8,1 г. Диаметр: 26,5 мм. Тираж: 76,02 млн шт. |  |                          |

23 мая Банк России выпустил монету из серии «Города воинской славы», посвящённую городу Белгороду
| |  | Города воинской славы — Белгород |
| Аверс: Номинал монеты. Реверс: Изображение герба города. Гурт: гладкий. Отчеканена: Санкт-Петербургский монетный двор СПМД). Дизайн: А. А. Брынза Номинал: 10 рублей. Материал: сталь с латунным гальваническим покрытием. Масса: г:. Диаметр: 22,00 мм: . Тираж: 10 000 000. |  |                                  |

## Июнь
1 июня Банк России выпустил монету, посвящённую Павловскому дворцово-парковому ансамблю
| |  | Памятники архитектуры России: Павловский дворцово-парковый ансамбль |
| Аверс: эмблема Банка России. Реверс: Изображение дворца. Гурт: гладкий. Отчеканена: Санкт-Петербургский монетный двор СПМД). Дизайн: С. В. Сутягин, народный художник России, Л. А. Евдокимова. Номинал: 25 рубль. Материал: Серебро. Масса: 169,00 г:. Диаметр: 60,00 мм: . Тираж: 1500. |  |                                                                     |

9 июня Немецкий федеральный банк выпустил монету 10 евро, посвящённую 125-летию автомобиля
| |  | 125 лет автомобилю |
| Аверс: Герб Германии и 12 звезд Евросоюза. Круговая легенда — «Bundesrepublik Deutschland» (Федеративная Республика Германия), год чеканки монеты, а также знак монетного двора.. Реверс:Изображение руля машины. Гурт: гладкий. Отчеканена: Монетный двор Германии. Дизайн: Jordi Truxa Номинал: €10. Материал: 925 Серебро. Масса: 16 г: . Диаметр: 32.5 мм (1.28 in): . Тираж: 2.104.000 |  |                    |

9 июня Немецкий федеральный банк выпустил монету 10 евро, посвящённую Чемпионату мира по футболу среди женщин 2011
| |  | Чемпионат мира по футболу среди женщин 2011 |
| Аверс: Герб Германии и 12 звезд Евросоюза. Круговая легенда — «Bundesrepublik Deutschland» (Федеративная Республика Германия), год чеканки монеты, а также знак монетного двора.. Реверс:Изображение женщины с мячом. Гурт: гладкий. Отчеканена: Монетный двор Германии. Дизайн: Alina Hoyer Номинал: €10. Материал: 925 Серебро. Масса: 16 г: . Диаметр: 32.5 мм (1.28 in): . Тираж: 2.224.000 |  |                                             |

15 июня Национальный банк Австрии выпустил серебряную монету номиналом 5 евро «Австрия — страна лесов»
| |  | Австрия — страна лесов |
| Аверс: 9-сторонняя звезда, символизирующая 9 федеральных земель Австрии, в центре которой находится номинал монеты «5» с надписями нем. Republik Österreich (рус. Республика Австрия) и «евро». . Реверс: Дикие животные Австрии. Слева направо изображены: фазан, барсук и обыкновенный олень на фоне леса. Надпись в верхней части монеты: нем. Land der Walder (рус. Страна лесов). Гурт: гладкий. Отчеканена: Монетный двор Австрии. Дизайн: Гельмут Андекслингер Номинал: 5 евро. Материал: Ag 800. Масса: 10,0 г. Диаметр: 28,5 мм. Тираж: 50 000. |  |                        |

16 июня Банк России выпустил монету, посвящённую Году итальянской культуры и итальянского языка в России и Году российской культуры и русского языка в Италии:
| |  | Храм-подворье: Святителя Чудотворца Николая в г. Бари |
| Аверс: эмблема Банка России. Реверс: Изображение христианского храма. Гурт: гладкий. Отчеканена: Санкт-Петербургский монетный двор СПМД). Дизайн: А. В. Бакланов,. Номинал: 2 рубля. Материал: Серебро. Масса: 22,26 г:. Диаметр: 34,00 мм: . Тираж: 7500. |  |                                                       |

20 июня Банк Словении выпустил три монеты, посвящённые 20-летию независимости Словении
23 июня Немецкий федеральный банк выпустил золотую монету 20 евро «Бук» (Buche)
| |  | Бук |
| Аверс: Герб Германии и 12 звезд Евросоюза. Круговая легенда — «Bundesrepublik Deutschland» (Федеративная Республика Германия), год чеканки монеты, а также знак монетного двора.. Реверс:Изображение бука. Гурт: гладкий. Отчеканена: Монетный двор Германии. Дизайн:František Chochola, Berlin Номинал: €20. Материал: 99,99 % Золото. Масса: 3,89 г: . Диаметр: 17,5 мм: . Тираж: 40.000. |  |     |

30 июня Банк России выпустил 2 монеты из серии «Города воинской славы», посвящённые городам Курск и Орёл
| |  | Города воинской славы — Курск |
| Аверс: Номинал монеты. Реверс: Изображение герба города. Гурт: гладкий. Отчеканена: Санкт-Петербургский монетный двор СПМД). Дизайн: А. А. Брынза Номинал: 10 рублей. Материал: сталь с латунным гальваническим покрытием. Масса: г:. Диаметр: 22,00 мм: . Тираж: 10 000 000. |  |                               |

| |  | Города воинской славы — Орёл |
| Аверс: Номинал монеты. Реверс: Изображение герба города. Гурт: гладкий. Отчеканена: Санкт-Петербургский монетный двор СПМД). Дизайн: А. А. Брынза Номинал: 10 рублей. Материал: сталь с латунным гальваническим покрытием. Масса: г:. Диаметр: 22,00 мм: . Тираж: 10 000 000. |  |                              |

30 июня Национальный банк Украины выпустил монету из серии «Древние города Украины», посвящённую 800-летию города Збараж
| |  | 800-летие города Збараж |
| Аверс: Малый государственный герб Украины, картуш с иерусалимским крестом, логотип Монетного двора НБУ. Реверс: Въездные ворота Збаражского замка, герб города, главные архитектурные памятники центра города . Гурт: гладкий. Отчеканена: Банкнотно-монетный двор Национального банка Украины. Дизайн: Владимир Таран, Александр Харук, Сергей Харук Номинал: 5 гривен. Материал: нейзильбер. Масса: 16,54 г:. Диаметр: 35,00 мм: . Тираж: 35 000. |  |                         |

## Июль
1 июля Банк России выпустил 3 монеты, посвящённые Ракетным войскам стратегического назначения
| |  | Ракетные войска стратегического назначения |
| Аверс: эмблема Банка России. Реверс: Эмблема войск. Гурт: гладкий. Отчеканена: Московский монетный двор (ММД). Дизайн: А. А. Брынза Номинал: 1 рубль. Материал: Серебро. Масса: 8,53 г:. Диаметр: 25,00 мм: . Тираж: 5 000. |  |                                            |

| |  | Ракетные войска стратегического назначения |
| Аверс: эмблема Банка России. Реверс: Мобильный ракетный комплекс. Гурт: гладкий. Отчеканена: Московский монетный двор (ММД). Дизайн: А. А. Брынза Номинал: 1 рубль. Материал: Серебро. Масса: 8,53 г:. Диаметр: 25,00 мм: . Тираж: 5 000. |  |                                            |

| |  | Ракетные войска стратегического назначения |
| Аверс: эмблема Банка России. Реверс: Ракетный комплекс наземного базирования Р-12. Гурт: гладкий. Отчеканена: Московский монетный двор (ММД). Дизайн: А. А. Брынза Номинал: 1 рубль. Материал: Серебро. Масса: 8,53 г:. Диаметр: 25,00 мм: . Тираж: 5 000. |  |                                            |

1 июля Банк России выпустил монету из серии Российская Федерация: Воронежская область
| |  | Российская Федерация: Воронежская область |
| Аверс: эмблема Банка России. Реверс: Панорама города, вверху справа — герб города Ельца, по окружности на кольце — надписи: вверху: «РОССИЙСКАЯ ФЕДЕРАЦИЯ», внизу: «ВОРОНЕЖСКАЯ ОБЛАСТЬ» . Гурт: гладкий. Отчеканена: Санкт-Петербургский монетный двор СПМД). Дизайн: А. Д. Щаблыкин Номинал: 10 рублей. Материал: Сплав: кольцо из латуни/диск из мельхиора. Масса: 33,94 г: . Диаметр: 27,0 мм: . Тираж: 10 000 000. |  |                                           |

1 июля Банк России выпустил монету из серии «Города воинской славы», посвящённую городу Владикавказу
| |  | Города воинской славы — Владикавказ |
| Аверс: Номинал монеты. Реверс: Изображение герба города. Гурт: гладкий. Отчеканена: Санкт-Петербургский монетный двор СПМД). Дизайн: А. А. Брынза Номинал: 10 рублей. Материал: сталь с латунным гальваническим покрытием. Масса: г:. Диаметр: 22,00 мм: . Тираж: 10 000 000. |  |                                     |

14 июля Немецкий федеральный банк выпустил монету 10 евро, посвящённую 500-летию Тиля Уленшпигеля
| |  | 500-летие Тиля Уленшпигеля |
| Аверс: Герб Германии и 12 звезд Евросоюза. Круговая легенда — «Bundesrepublik Deutschland» (Федеративная Республика Германия), год чеканки монеты, а также знак монетного двора.. Реверс:Изображение руля машины. Гурт: гладкий. Отчеканена: Монетный двор Германии. Дизайн: Friedrich Brenner Номинал: €10. Материал: 925 Серебро. Масса: 16 г: . Диаметр: 32.5 мм (1.28 in): . Тираж: 1.800.000 |  |                            |

## Август
18 августа в США выпущена монета 1 доллар, посвящённая 19 президенту Ратерфорду Хейсу.
| |  | 18 президент Ратерфорд Хейс |
| Аверс:Изображение президента Ратерфорда Хейса Реверс: Статуя Свободы Гурт: гладкий. Отчеканена: Монетный двор США. Дизайн: Джон Эверхарт Номинал: 1 доллар. Материал: Слав 88,5 % меди, 6 % цинка, 3,5 % марганца и никеля 2 %. Масса: 8,1 г. Диаметр: 26,5 мм. Тираж: 74,48 млн шт. |  |                             |

23 августа Национальный банк Узбекистана выпустил монету, посвящённую 20-летию независимости Узбекистана.
| |  | 20 лет независимости Узбекистана |
| Аверс: здание Дворца Международных симпозиумов в Ташкенте, номинал, надпись на узб. O‘ZBEKISTON MUSTAQILLIGIGA 20 YIL • — «20 лет независимости Узбекистана •». Реверс: герб Узбекистана, название банка-эмитента и год выпуска. Гурт: гладкий. Отчеканена: Ташкентский монетный двор. Дизайн: Номинал: 500 сумов. Материал: сталь, покрытая никелем Масса: 5,95 г. Диаметр: 25,2 мм. Тираж: шт. |  |                                  |

## Октябрь
7 октября Королевский монетный двор Канады отчеканил две монеты номиналом 1 и 2 доллара, посвященные юбилею Первого Национального парка Канады, которому исполнилось 100 лет. Монета 1 канадский доллар отчеканена из никелированной бронзы, имеет вес 7 г, диаметр 26,5 мм. Тираж — 5 000 000 шт. Монета 2 канадских доллара отчеканена из сплава (внешняя часть: 99 % Ni; внутренняя часть 92 % Cu, 6 % Al, 2 % Ni), имеет вес 7,3 г, диаметр 28 мм..

## Ноябрь
17 ноября в США выпущена монета 1 доллар, посвящённая 20 президенту Джеймсу Гарфилду.
| |  | 18 президент Джеймс Гарфилд |
| Аверс:Изображение президента Джеймса Гарфилда Реверс: Статуя Свободы Гурт: гладкий. Отчеканена: Монетный двор США. Дизайн: Джон Эверхарт Номинал: 1 доллар. Материал: Слав 88,5 % меди, 6 % цинка, 3,5 % марганца и никеля 2 %. Масса: 8,1 г. Диаметр: 26,5 мм. Тираж: 74,2 млн шт. |  |                             |

## Декабрь
12 декабря Королевский монетный двор Канады отчеканил золотую 50-центовую монету, на реверсе которой изображен бизон. Драгоценный металл — золото (чистота металла — 99,99 %), качество чеканки — «пруф», масса — 1,27 г, диаметр — 13,92 мм, тираж — 2500 штук.
13 декабря Центральный банк Филиппин выпустил памятную монету номиналом 1 песо, посвящённую 150-летию со дня рождения национального героя Хосе Рисаля.